# Reforma Agraria, Veracruz
Reforma Agraria är en ort i Mexiko.   Den ligger i kommunen Soteapan och delstaten Veracruz, i den sydöstra delen av landet, 500 km öster om huvudstaden Mexico City. Reforma Agraria ligger 113 meter över havet och antalet invånare är 234.
Terrängen runt Reforma Agraria är huvudsakligen platt, men norrut är den kuperad. Runt Reforma Agraria är det ganska tätbefolkat, med 56 invånare per kvadratkilometer. Närmaste större samhälle är Acayucan, 18,7 km söder om Reforma Agraria. Omgivningarna runt Reforma Agraria är en mosaik av jordbruksmark och naturlig växtlighet.